# Chalcorana raniceps
Chalcorana raniceps es una especie de anfibio anuro de la familia Ranidae.

## Distribución geográfica
Esta especie es endémica de Borneo. Se encuentra:
- en Brunéi;
- en Malasia en Sarawak;
- en Indonesia en Kalimantan.[5]

## Galería

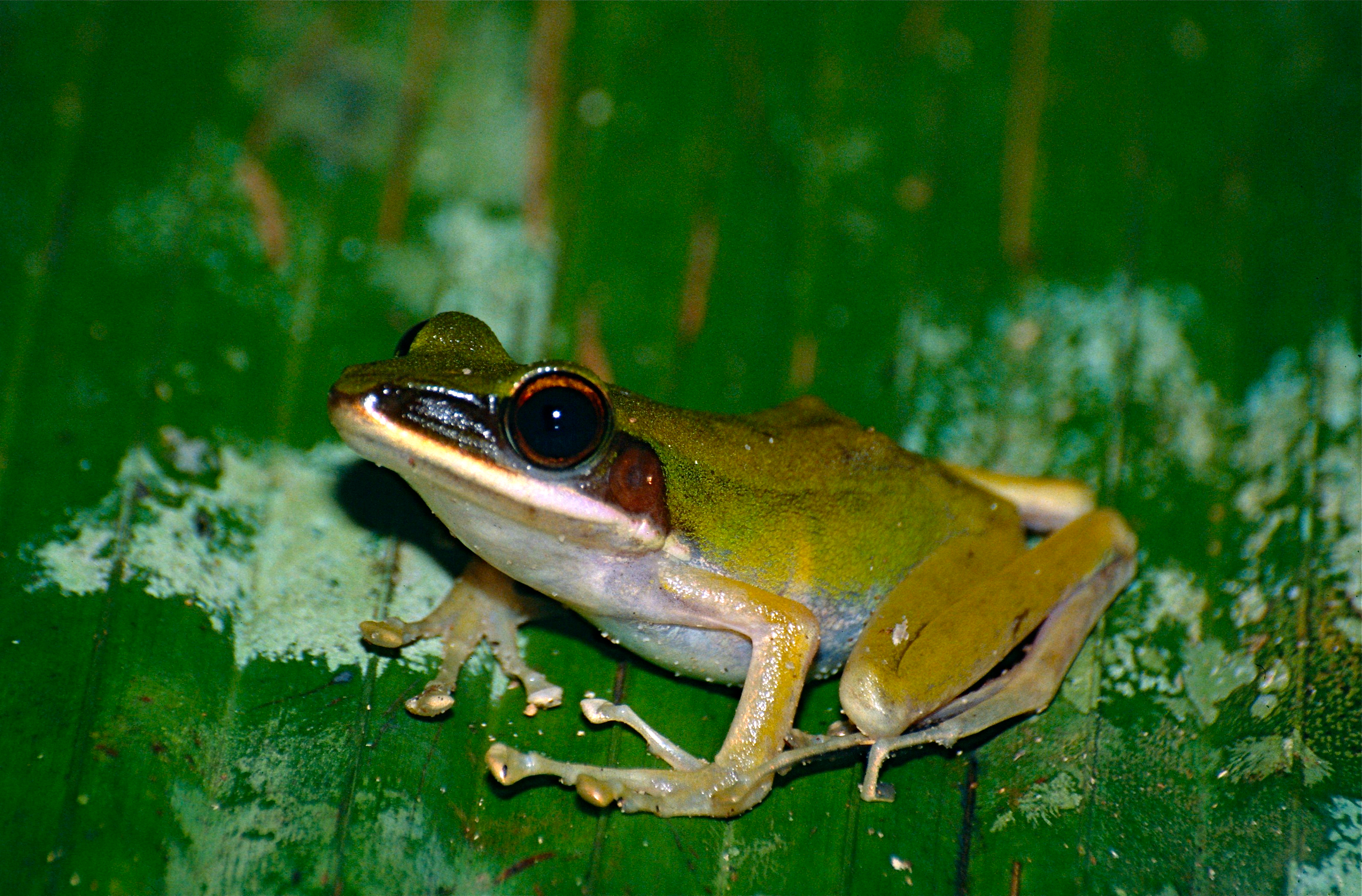
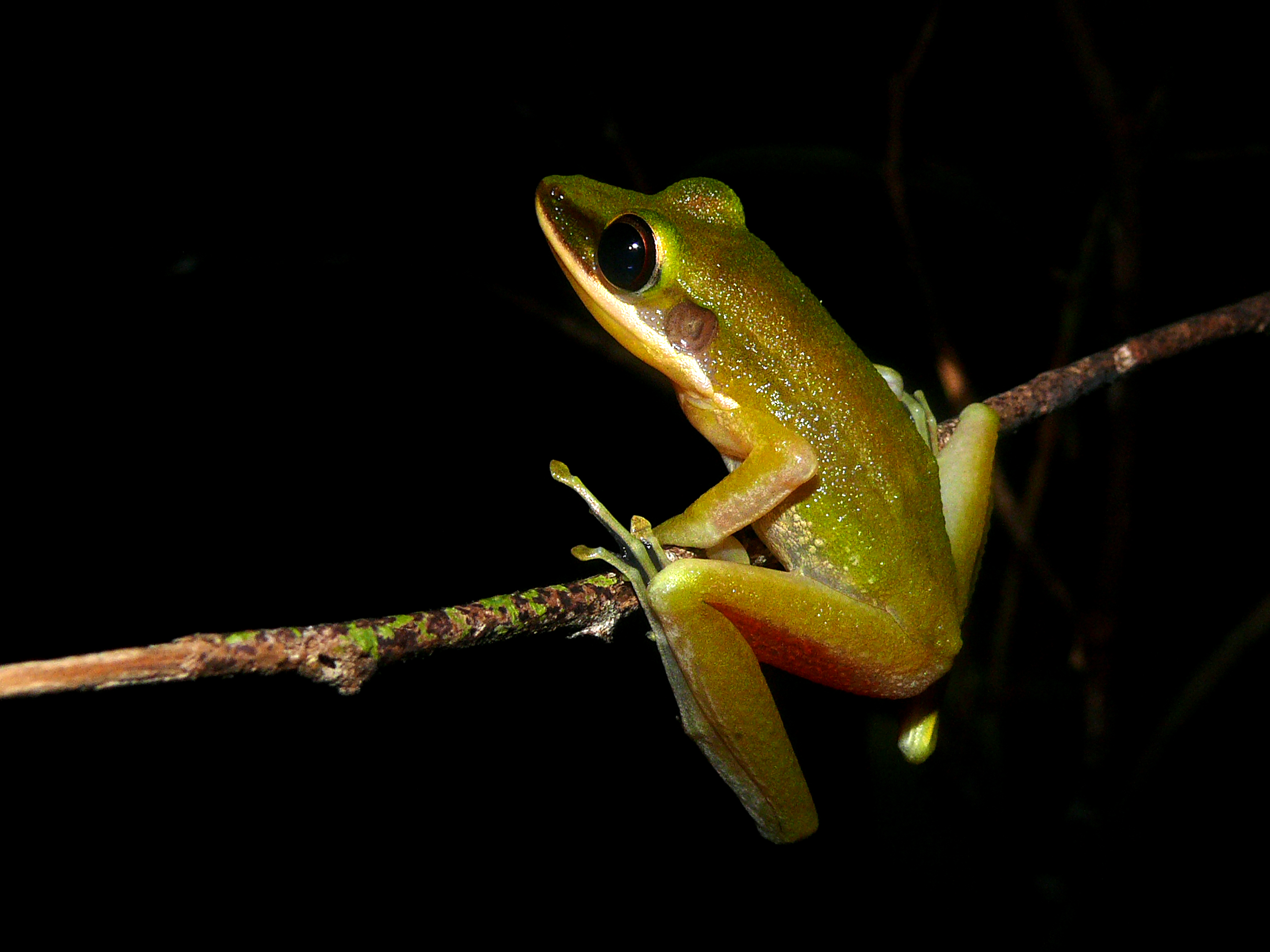
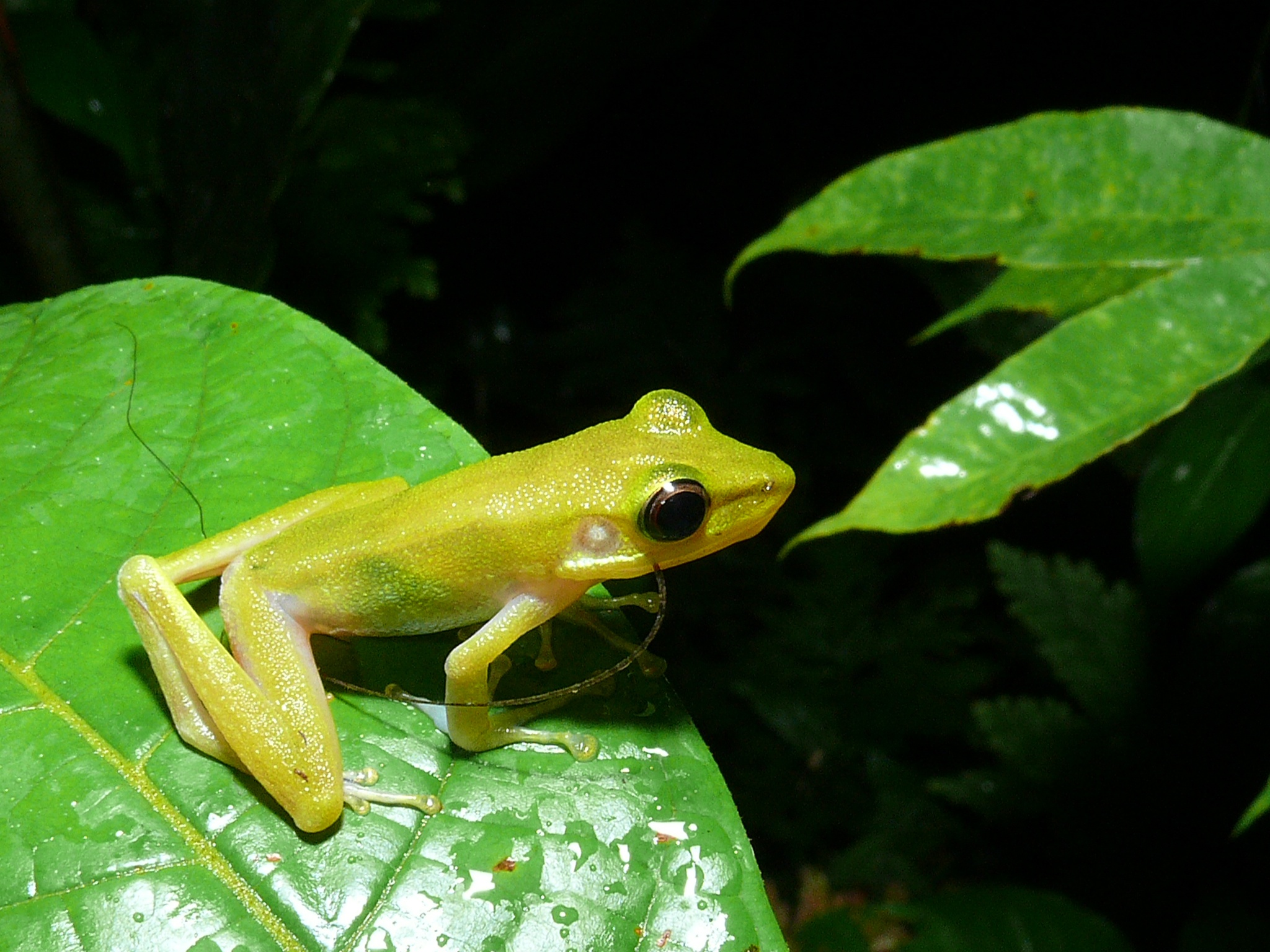

## Descripción
El holotipo mide 41 mm.

## Publicación original
- Peters, 1871 : Über neue Reptilien aus Ostafrica und Sarawak (Borneo), vorzüglich aus der Sammlung des Hrn. Marquis J. Doria zu Genua. Monatsberichte der Königlich preussischen Akademie der Wissenschaften zu Berlin, vol. 1, p. 566-581[6]